# Sablia syriaca
Sablia syriaca là một loài bướm đêm trong họ Noctuidae.